# الهندوسية في لوكسمبورغ
الهندوسية في لوكسمبورغ ديانة أقلية.

## المنتدىالهندوسلوكسمبورغي (HFL)
تم إنشاء المنتدى الهندوس لوكسمبورغي من قبل 21 عضوًا من المجتمع الهندوسي في لوكسمبورغ من الهند ونيبال وموريشيوس وسريلانكا. تخطط الآن لبناء معبد هندوسي في لوكسمبورغ تحتفل المنظمة بالمهرجانات الهندوسية مثل الاحتفال بكريشنا جانماشتامي, إلخ.